# San Diego Opera
San Diego Opera Association är ett professionellt operaföretag i San Diego. Det är medlem i OPERA America som rankar det bland de 10 bästa i USA.
Företaget grundades 1950 och uppförde i början endast resande produktioner av San Francisco Opera. SDO började iscensätta egan produktioner 1965, den första var La Bohème. Vid starten uppträdde SDO vid San Diego Civic Theater i San Diego. Fram till den ekonomiska krisen 2008 gav den fem operor per år. Detta minskades till fyra per år, från januari till april. Men i mars 2014 kungjorde de att säsongen 2014 skulle bli deras sista.